# Рекаш
Рекаш (на румънски: Recaş) е град в Румъния и център на едноименната община Рекаш, част от окръг Тимиш.

## Географско положение
Град Рекаш се намира в източната, румънска, част на Банат. Намира се в горното течение на река Тимиш, на 35 км източно от Тимишоара и Лугож. Релефът на Рекаш е с крайбрежен характер.